# Robert Müller (Fußballspieler)
Robert Müller (* 12. November 1986 in Schwerin, DDR) ist ein ehemaliger deutscher Fußballspieler, der sowohl in der Abwehr als Rechts- beziehungsweise Innenverteidiger als auch im defensiven Mittelfeld eingesetzt wurde.
Seit dem 27. Januar 2021 ist Müller Rekordspieler der 3. Liga.

## Karriere

### Jugend in Mecklenburg, Anhalt und Berlin
Seine fußballerische Laufbahn begann Müller zunächst in seiner Heimatstadt beim ESV Schwerin beziehungsweise beim FSV Schwerin, bevor er noch als Jugendlicher zum Halleschen FC wechselte. In Halle besuchte er nachfolgend auch das Sportgymnasium Halle/Saale, bevor er im Sommer 2001 zum Hertha BSC nach Berlin wechselte und seine schulische Laufbahn zunächst auf der Sportoberschule Poelchau fortsetzte.
Für die Hertha spielte Müller zunächst als B-Jugendlicher in der U-17-Regionalliga, in der die Mannschaft sowohl 2002 als auch 2003 die Meisterschaft ihrer Staffel gewinnen konnte. In den damit erreichten Endrunden um die Meisterschaft der B-Junioren scheiterte Hertha zunächst 2002 im Viertelfinale am späteren Titelträger FC Schalke 04, konnte 2003 aber ins Finale einziehen und dort den VfB Stuttgart bezwingen. Nachfolgend rückte Müller in die A-Jugend des Vereins auf, die 2003/04 als Gründungsmitglied an der neugeschaffenen A-Junioren-Bundesliga teilnahm. In dieser belegte die Hertha aber lediglich den zweiten Platz ihrer Staffel und verpasste somit die Endrunde um die Meisterschaft der A-Junioren, wobei Müller insgesamt 25 Partien für Berlin absolviert hatte. Im DFB-Pokal der A-Junioren erreichte die Mannschaft dagegen das Finale der Spielzeit 2003/04 und gewann dieses gegen den SGV Freiberg.
Durch seine Leistungen in den Jugendwettbewerben hatte Müller zugleich auch den Deutschen Fußball-Bund auf sich aufmerksam gemacht, so dass er am 16. September 2003 erstmals für die deutsche U-18-Auswahl angetreten war und im Freundschaftsspiel gegen Bulgarien ein Tor erzielt hatte. Nach insgesamt fünf Spielen für die U-18 rückte Müller daraufhin im Sommer 2004 in die U-19-Auswahl auf, für die er bis Juni 2005 zunächst ein Tor in zehn Einsätzen erzielte. Im Juli 2005 nahm Müller dann mit der U-19-Auswahl an der Europameisterschaft 2005 in Nordirland teil und absolvierte dort weitere vier Einsätze im Nationaltrikot; die Mannschaft schied jedoch im Halbfinale gegen den späteren Titelgewinner Frankreich aus.

### Anfänge beim Hertha BSC
Für die Hertha hatte Müller unterdessen in der Spielzeit 2004/05 der U-19-Bundesliga nur noch elf Spiele absolviert, da er bereits ab Frühjahr 2005 in die Herrenmannschaften Berlins aufgerückt war. So spielte Müller statt für die A-Jugend, die schließlich ohne Müller Meister ihrer Staffel wurde und somit an der Deutschen Meisterschaft teilnahm, immer öfter auch für Herthas Reservemannschaft in der drittklassigen Regionalliga. Insgesamt kam Müller dort während der Rückrunde 2004/05 zu zehn Einsätzen, wobei ihm am 22. Mai 2005 auch sein erstes Pflichtspieltor gelang. Nachfolgend gehörte Müller auch altergemäß der Berliner Reservemannschaft an, so dass er in den Spielzeiten 2005/06 und 2006/07 weitere 65 Regionalliga-Einsätze bestritt, wobei er sich ab Sommer 2006 auch für die von Falko Götz trainierte Erste Mannschaft der Hertha hatte empfehlen können. Sein Debüt für diese in der Bundesliga am 25. November der Spielzeit 2006/07 blieb jedoch zugleich sein einziger Einsatz für Hertha in der höchsten deutschen Spielklasse. Auch in den Jugendnationalmannschaften des DFB konnte sich Müller in dieser Zeit nicht mehr dauerhaft durchsetzen, so dass er für die U-20 von 2005 bis 2006 lediglich vier Partien und für die U-21 nur noch zwei Spiele zu Jahresbeginn 2007 absolvierte, bevor seine Nationalmannschaftskarriere schließlich endete.

### Drittklassigkeit mit Jena und Kiel
Da Müller in Berlin keine ausreichende Chance auf weitere Einsätze in der Bundesliga sah, wechselte er im Sommer 2007 zum FC Carl Zeiss Jena, der in der Spielzeit 2007/08 in der 2. Bundesliga spielte. Dort etablierte sich Müller unter dem Trainer Frank Neubarth zunächst als Stammspieler, bis der abstiegsbedrohte Verein im September 2007 Valdas Ivanauskas als neuen Trainer einsetzte, woraufhin Müller nur noch sporadisch zum Einsatz kam. Nach dem erneuten Trainerwechsel zu Henning Bürger im Frühjahr 2008 gehörte Müller dann wieder zu den Stammkräften in der Jenaer Mannschaft, die den Klassenerhalt allerdings nicht mehr erreichte und zur Spielzeit 2008/09 in die neugegründete 3. Liga abstieg.
Trotz des Abstiegs unterschrieb Müller im Juni 2008 einen neuen Vertrag bei den Thüringern, der zunächst auf ein Jahr befristet war, sich im Falle des direkten Wiederaufstiegs aber automatisch und ein weiteres Jahr verlängert hätte. Statt um den Wiederaufstieg zu spielen, fand sich Jena allerdings im Abstiegskampf wieder und konnte erst am letzten Saison-Spieltag den sicheren Klassenerhalt erreichen. Müller wechselte daraufhin im Juni 2009 zum Drittliga-Aufsteiger Holstein Kiel, bei dem er zunächst einen bis 2011 datierten Vertrag unterzeichnete. Da Kiel in der Spielzeit 2009/10 jedoch umgehend wieder abstieg, verlor dieser Vertrag im Sommer 2010 seine Gültigkeit.

### Über Rostock nach Wiesbaden und Aalen
Im F.C. Hansa Rostock fand Müller einen neuen Arbeitgeber, der zuvor aus der 2. Bundesliga in die 3. Liga abgestiegen war und nun mit Müller und Peter Schyrba gleich zwei Spieler aus Kiel verpflichtete.
Auch in Rostock entwickelte sich Müller im Laufe der Hinrunde 2010/11 zum Stammspieler, der vom Rostocker Trainer Peter Vollmann zwar wechselnd in der Abwehr oder im Mittelfeld eingesetzt wurde, letztlich aber an 35 der insgesamt 38 Saisonspiele beteiligt war. Durch den in dieser Spielzeit erreichten sofortigen Wiederaufstieg als Zweiter der Abschlusstabelle verlängerte sich Müllers Vertrag daraufhin automatisch um ein weiteres Jahr bis zum Sommer 2013. Zusätzlich gewann Hansa in dieser Spielzeit auch den Landespokal Mecklenburg-Vorpommern, wozu Müller mit vier Einsätzen beigetragen hatte.
In der Zweitliga-Spielzeit 2011/12 blieb Müller Stammspieler in der zunächst weiterhin von Vollmann, in der Rückrunde dann aber von Wolfgang Wolf trainierten Mannschaft, so dass er im Saisonverlauf auf insgesamt 28 Einsätze kam. Zum Saisonende stieg Rostock jedoch als Tabellenletzter wieder in die 3 Liga ab, wodurch Müllers Vertrag mit Hansa seine Gültigkeit verlor. Ein neuerliches Vertragsangebot Hansas nahm Müller daraufhin nicht an.
Im Mai 2012 unterschrieb Müller stattdessen einen Zwei-Jahres-Vertrag beim SV Wehen Wiesbaden, bei dem er somit 2012/13 erneut unter Peter Vollmann in der 3. Liga spielte und zudem auf seinen ehemaligen Rostocker Mannschaftskameraden Michael Wiemann traf. Im Sommer 2015 unterschrieb Müller einen Zweijahresvertrag beim Drittligisten VfR Aalen.

### Drittliga-Aufsteiger Uerdingen und Cottbus
Am 28. Mai 2018 gab der Drittliga-Aufsteiger KFC Uerdingen 05 die Verpflichtung des Innenverteidigers bekannt. Nach nur 2 Pflichtspieleinsätzen für die Krefelder verpflichtete Mitaufsteiger Energie Cottbus den Innenverteidiger im Januar 2019.

### Unterhaching, Greifswald und Karriereende
Nach einer Saison bei der SpVgg Unterhaching kehrte er im Sommer 2021 zurück nach Mecklenburg-Vorpommern zum Oberligisten Greifswalder FC. In der Saison 2021/22 kam Müller auf 23 Oberliga-Einsätze und stieg mit dem Verein in die Regionalliga auf. In der Folgesaison kam er verletzungsbedingt zu keinem Einsatz für die Mannschaft und beendete nach der Spielzeit seine Karriere.